# Pelidnota micobalaguerae
Pelidnota micobalaguerae är en skalbaggsart som beskrevs av Soula 2006. Pelidnota micobalaguerae ingår i släktet Pelidnota och familjen Rutelidae. Utöver nominatformen finns också underarten P. m. occidentalis.